# Entodesmium eliassonii
Entodesmium eliassonii är en svampart som beskrevs av L. Holm 1957. Entodesmium eliassonii ingår i släktet Entodesmium och familjen Lophiostomataceae.  Arten är reproducerande i Sverige. Inga underarter finns listade i Catalogue of Life.